# Gustav Hirschbrunn
Johann Peter Gustav Hirschbrunn (* 12. November 1825 in Obermendig; † 19. oder 20. Jahrhundert) war ein deutscher Gutsbesitzer und Politiker.

## Leben
Hirschbrunn war der Sohn des Gutsbesitzers Maximilian Nikolaus Karl Hirschbrunn (* 7. Oktober 1798 in Obermendig; † 27. Dezember 1850 ebenda) und dessen Ehefrau Anna Maria Josefine geborene Gerad (* 1805 in Nancy; † 3. April 1851 in Obermendig). Er war katholisch.
Hirschbrunn lebte als Gutsbesitzer in Obermendig. Von 1868 bis 1874 war er Abgeordneter im Provinziallandtag der Rheinprovinz. Nachdem er beim ersten Landtag 1875 verhindert war, war er von 1875 bis 1877 erneut Abgeordneter und von 1885 bis 1888 stellvertretender Abgeordneter. Er wurde im Stand der Landgemeinden im Regierungsbezirk Koblenz gewählt.